# Bohumil Kovařík
Prof. PhDr. Bohumil Jan Kovařík (13. dubna 1902 Praha - Žižkov – 3. ledna 1975 Praha) byl český katolický kněz, vysokoškolský pedagog, klasický filolog, biblista a vězeň nacistického koncentračního tábora.

## Život
Středoškolské vzdělání získal na klasickém gymnáziu v Praze. Po střední škole se věnoval filologickým studiím na Filozofické fakultě Karlovy univerzity v Praze obory český jazyk a latina. Zde také získal doktorát z filozofie. Po studiu vstoupil k emauzským benediktinům (slané sliby jakožto bratr Benedikt složil 16. května 1929) a následně začal studovat na bohoslovecké fakultě univerzity Karlovy v Praze, kterou dokončil v roce 1933 (dne 15. srpna 1933 byl vysvěcen na kněze). Za druhé světové války jakožto profesor soukromého dívčího reálného gymnázia na ulici Korunní v Praze byl nacistickým režimem za přechovávání starých ročníků časopisů s urážejícím obsahem písně Horsta Wessla uvězněn a od 23. dubna 1941 do 23. května 1945 byl v koncentračním táboře Dachau. Po návratu z koncentračního tábora se vrátil do Emauz a působil opět jako středoškolský profesor. Po svém inkardování do pražské arcidiecéze byl dne 15. března 1952 jmenován lektorem latiny a řečtiny na Římskokatolické Cyrilometodějské bohoslovecké fakultě v Praze a 26. září 1952 byl asistentem pro latinu a řečtinu při katedře biblických oborů, kde ale setrval pouze do 31. října 1953. K 1. listopadu byl ustanoven administrátorem u sv. Anny v Praze - Žižkově (v letech 1961 - 1967 navíc excurrendo spravoval farnost Praha - Hloubětín) a 1. prosince 1973 se také stal sídelním kanovníkem na Vyšehradě. Zemřel 3. ledna 1975 v Praze.